# Lukačevci
Lukačevci (mađarski: Lukácsfa, prekomurski: Likačavci) je naselje u slovenskoj Općini Moravskim Toplicama. Lukačevci se nalazi u pokrajini Prekomurju i statističkoj regiji Pomurju. 

## Stanovništvo
Prema popisu stanovništva iz 2002. godine naselje je imalo 54 stanovnika.